# Margarítis Schinás
Margarítis Schinás (grec moderne : Μαργαρίτης Σχοινάς), né le 28 juillet 1962 à Thessalonique est un haut fonctionnaire et homme politique grec, vice-président de la Commission européenne.

## Biographie
Après des études à l'université de Thessalonique en 1985, il est diplômé en 1986 en hautes études européennes (DAES) du Collège d'Europe de Bruges et en 1987, obtient une maîtrise en administration publique et politique à la London School of Economics.
Depuis 1990, il travaille pour la Commission européenne dans divers domaines : en 1993, il est membre du cabinet des commissaires européens Abel Matutes et Marcelino Oreja Aguirre. Pendant la Commission Prodi, il a été chef de cabinet adjoint de la vice-présidente Loyola de Palacio de 1999 à 2004 et de juin 2004 à septembre 2007, il a été président du cabinet du commissaire européen Márkos Kyprianoú.
Membre du parti Nouvelle Démocratie, il devient député européen à la suite de la démission en cours de mandat d'Antónis Samarás lors de la 6e législature du Parlement européen. À la fin de son mandat, il rejoint de nouveau l'administration européenne en tant que directeur adjoint du Bureau des conseillers de politique européenne (BEPA), l'organe consultatif pour la politique européenne.
À partir de novembre 2014, il est le porte-parole principal de la Commission européenne. En décembre 2015, il devient directeur-général adjoint de la direction générale de la communication. 
À la suite des élections européennes de 2019, le Premier ministre grec Kyriákos Mitsotákis propose son nom au poste de prochain commissaire européen du pays. Le 10 septembre 2019, Margaritis Schinas est nommé par la présidente de la Commission européenne Ursula von der Leyen au poste du vice-président chargé des questions migratoires et commissaire chargé de la promotion du mode de vie européen.
Il est marié à l'Espagnole Mercedes Alvargonzález, qu'il connue au Collège d'Europe à Bruges.